# Claudine sposata
Claudine sposata (titolo originale Claudine en ménage), pubblicato a Parigi nel 1902 dall'editore Mercure de France, è il terzo romanzo della fortunata serie scritta da Sidonie-Gabrielle Colette; come i precedenti, venne pubblicato con lo pseudonimo del suo primo marito, Henry Gauthier-Villars detto Willy, il quale si limitò tuttavia a intervenire attivamente sul testo con aggiunte personali.

## Trama
Sei settimane dopo il ritorno dal viaggio di nozze, durato quindici mesi, Claudine riprende a scrivere il suo diario. Ricorda il breve, trepidante fidanzamento con Renaud, durante il quale avrebbe più volte ceduto al futuro marito (che ha il doppio dei suoi anni), il quale tuttavia volle astenersi da rapporti fino al giorno del matrimonio. Ricorda la prima notte di nozze, da lei vissuta senza eccessivi timori e persino con un certo spirito:
Al ritorno dalla luna di miele in Europa centrale, Claudine ha convinto il marito a accompagnarla al Montigny, il suo paese natale. Nella scuola dove frequentò le medie incontrano la direttrice signorina Sergent, mentre è assente la sua assistente, la bella Aimée Lanthenay per la quale Claudine aveva preso una cotta. Gli sposi rimangono colpiti dalle ragazze rimaste nella scuola per l'estate, in punizione, e quando è ora di ripartire Claudine bacia sulla bocca della piccola Hélène “il fantasma di Luce”, la compagna di scuola che si era invaghita di lei.
Un'ombra si stende tuttavia, per sua stessa ammissione, sul rapporto con Renaud. L'uomo ha adesso 45 anni ed è divorato dalla paura di invecchiare; cerca conferme nel piacere delle altre donne, e al loro ritorno a Parigi decide di riprendere a fare salotto il giovedì. Papà Claude non sopporta più Parigi e la mancanza di spazio nell'appartamento di rue Jacob, fa i bagagli e torna a Montigny, portando con sé la gatta Fanchette.
In fondo Claudine non ha mai perdonato al marito di averla voluta sposare anziché farne la propria amante, con libertà di movimento e senza i doveri dei salotti borghesi. Il primo giorno di ricevimento ritarda il più possibile la comparsa tra gli invitati; durante la serata tuttavia conosce la bellissima Rézi Lambrook, moglie di un ex ufficiale inglese che si è rovinato in India:
Occorrono solo quindici giorni perché le due giovani donne diventino intime; Rézi fa capire a Claudine la passione che prova per lei. Questa amicizia stretta, unita al fatto che la neo-sposa non si concede a flirt con gli uomini che frequentano i salotti, fa nascere in società la diceria che le piacciano le donne.
Claudine si sbaglia se teme che suo marito possa dimostrarsi geloso: sembra anzi che, al contrario del marito di Rézi, incoraggi la loro relazione. Le due donne si vedono ogni giorno nel tardo pomeriggio, ma il signor Lambrook è sospettoso e interviene sempre per impedire la loro intimità. Frustrata, Claudine chiede in prestito a Marcel, figlio di Renaud e suo coetaneo, la sua garçonnière; ma è pericoloso per due donne sole recarvisi, il vicinato potrebbe denunciarle, per cui Renaud si offre di accompagnarle ogni volta.
Il ménage continua sul filo del rasoio, ma Claudine prova una passione troppo forte per interromperla. Un giorno d'estate però si ammala ed è costretta a letto; improvvisamente sospettosa, esce di casa e si reca nell'appartamento prestato da Marcel, sorprendendovi Rézi e Renaud.
Ferita e delusa, abbandona immediatamente la casa del marito e anche Parigi, tornando a Montigny dove la accoglie il padre. Renaud le scrive, affranto, chiedendo perdono. Quattro giorni di passeggiate nei boschi, a contatto con la natura, aiutano Claudine a ritrovare un equilibrio; risponde per lettera al marito dicendogli che non tornerà più a Parigi, ma che se vuole può trasferirsi insieme a lei a Montigny.

## Personaggi
- Claudine ha quasi 19 anni, dal momento che è nata nel 1884, come rivela nel primo paragrafo del primo romanzo, Claudine a scuola;
- Renaud, marito di Claudine, ha superato i 40 anni di età; è già stato sposato con la figlia di Mme Cœur, zia paterna della ragazza, e ha un figlio coetaneo di Claudine;
- Rézi Lambrook, moglie di un ex ufficiale inglese che ha perso la propria fortuna e figlia di madre viennese, conosce Claudine nel salotto di suo marito Renaud;
- Marcel, figlio di primo letto di Renaud e nipote della sorella di Claude, il papà di Claudine;
- Claude, papà di Claudine, appassionato di malacologia.

## Critica
Il terzo romanzo del ciclo di Claudine esce nel 1902, non presso l'editore Ollendorff che aveva messo sul mercato i precedenti ma rifiutato la pubblicazione di questo Claudine en ménage, giudicando troppo scabrosa la scrittura e licenziosi i temi trattati. Il nuovo editore è la casa Mercure de France. La principale pruderie morale dell'editore è l'amore saffico di Claudine, che racconta l'esperienza realmente vissuta dall'autrice con Georgie Raoul-Duval. Secondo la testimonianza di Willy, la storia tra le due donne si interrompe quando Gabrielle Colette scopre che la sua amante intrattiene contemporaneamente una relazione anche con Willy stesso.
Tra i primi due romanzi della saga e i successivi, la scrittura di Colette matura e diviene sempre più riconoscibile in due sensi: innanzitutto si notano gli interventi di revisione di Willy, che appaiono estranei, e in secondo luogo la struttura della narrazione diventa meno lineare. Dopo essersi lasciata inguainare, per ragioni di marketing editoriale, nell'identificazione un po' osé con il personaggio da ex scolaretta di Claudine, per timidezza e anche per subordinazione psicologica a un marito di 14 anni più vecchio e già decisamente famoso, Colette trova la forza di ribellarsi. Non solo per l'infedeltà coniugale di Willy, ma anche perché con il procedere della saga si fa strada in lei la consapevolezza di essere diventata finalmente scrittrice.